# Suchy Wierch (Magura Spiska)
Suchy Wierch (1126 m) – szczyt w grzbiecie Magury Spiskiej, tuż po wschodniej stronie drogi krajowej nr 49 z Nowego Targu do Podspadów. Wznosi się w tym grzbiecie pomiędzy Górkowym Wierchem (1046 m) a Rzepiskiem (1259 m) – najwyższym szczytem Magury Spiskiej. Jego zachodnie stoki opadają do doliny Jaworowego Potoku, dnem której prowadzi droga 49, wschodnie do doliny Suchego Potoku, południowe do doliny potoku uchodzącego do Jaworowego Potoku
Suchy Wierch znajduje się na obszarze Słowacji, w pobliżu granicy polsko-słowackiej i należy do Tatrzańskiego Parku Narodowego, Słowacy bowiem południowo-zachodni skrawek Magury Spiskiej włączyli w obszar tego parku i dodatkowo utworzyli tutaj kilka obszarów ochrony ścisłej. Suchy Wierch ma kopulasty wierzchołek. Jego stokami prowadzi asfaltowa droga leśna z Podspadów (zakaz wjazdu pojazdów), a od niej na wierzchołek dobra droga szutrowa. Wiatr halny powalił znaczną część świerkowych lasów na Suchym Wierchu, dzięki czemu stał się on bardzo dobrym punktem widokowym na południe, na pobliskie Tatry (odległe stąd zaledwie o ok. 3 km) i również w północnym kierunku. Jednakże nie prowadzi na niego żaden szlak turystyczny i obowiązuje zakaz wejścia (park narodowy).